# ムーサ (ティントレット)
『ムーサ』（伊: Le Muse, 英: The Muses）は、イタリア、ルネサンス期のヴェネツィア派の巨匠ティントレットが1578年に制作した絵画である。油彩。主題はギリシア神話の主神ゼウス（ローマ神話のユピテル）と記憶の女神ムネモシュネの娘で、文学と芸術を司る9人の女神ムーサたちである。同じくティントレットの『アハシェロス王の前のエステル』（Ester prima di Assuero）とともに、マントヴァのゴンザーガ家、イングランド国王チャールズ1世のコレクションであったことが知られている。現在はロンドンのケンジントン宮殿のロイヤル・コレクションに所蔵されている。

## 主題
ヘシオドスの『神統記』によると、ムーサはゼウスとムネモシュネの間に生まれた9人の女神である。トラキア地方およびボイオティア地方のヘリコン山との結びつきが強く、詩人の霊感の源と見なされた。芸術との関連性から古典期以降は特にアポロン神と結びつけられ、アポロンに従う女神たちと考えられた。さらにローマ時代になると女神たち1人1人に文芸の分野が割り当てられ、カリオペは「叙事詩」、クレイオは「歴史」、エウテルペは「抒情詩・笛」、タレイアは「喜劇」、メルポメネは「悲劇」、テルプシコラは「合唱抒情詩・竪琴」、エラトは「独唱歌・舞踏」、ポリュムニアは「讃歌」、ウラニアは「天文詩」を司るとされた。

## 作品

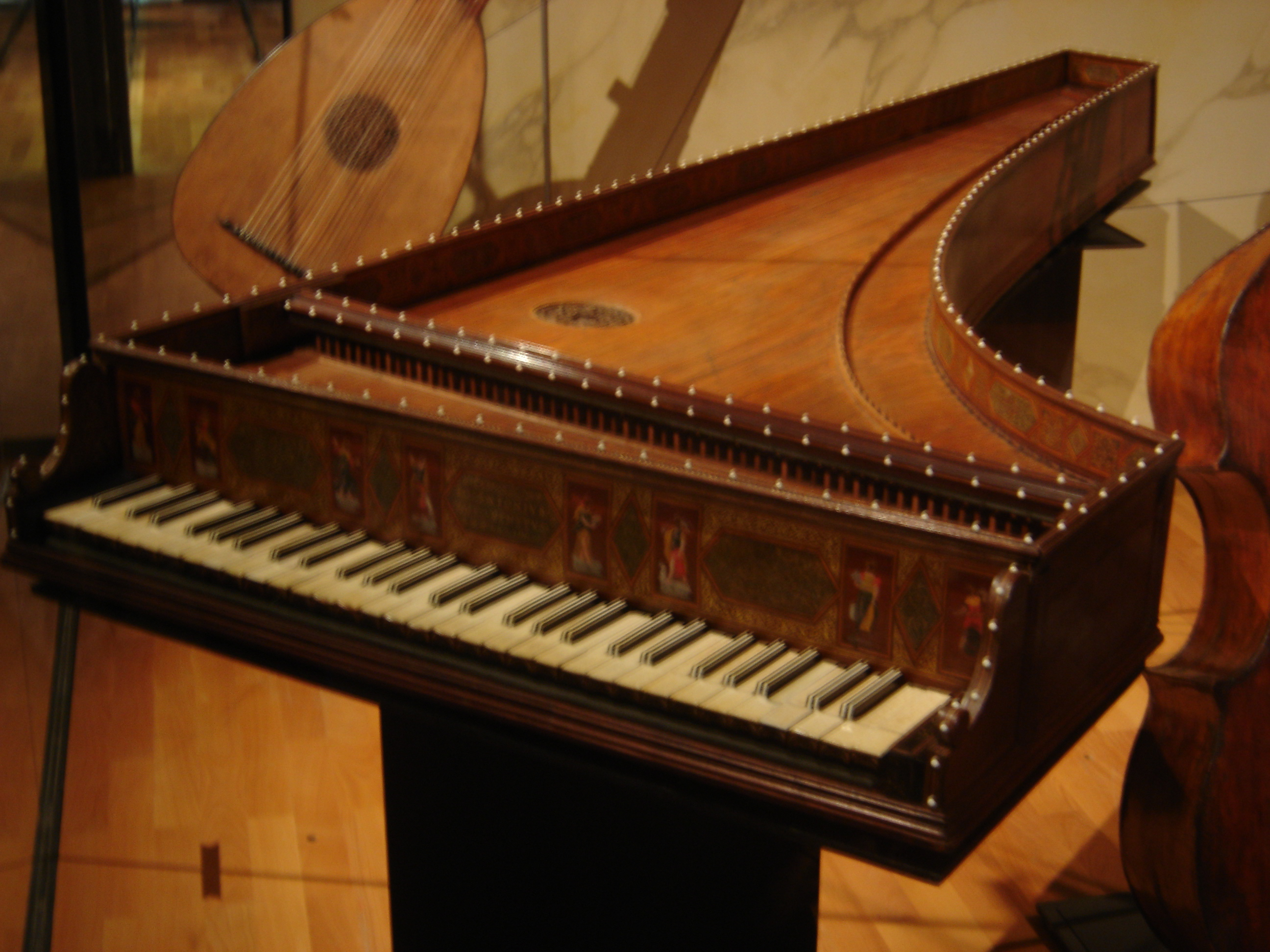
ジョバンニ・アントニオ・バッフォのチェンバロ。1579年。

ティントレットはアポロンと楽器を演奏するムーサたちを描いている。アポロンは太陽として画面中央に描かれているが、ムーサたちが誰であるかを特定するのは困難である。叙事詩を司る長女のカリオペは、おそらく画面中央でチェンバロまたはクラビチェンバロを演奏している女神である。歴史を司り、巻物や書物をアトリビュートとするクリオはカリオペの左斜め下で書を開いており、天文詩を司り、アーミラリ天球儀やコンパスをアトリビュートとするウラニアは、画面の下辺で右手にコンパスを持って横になっている。
ティントレットはおそらく1556年にヴェネツィアで出版されたヴィンチェンツォ・カルターリの豊富な図像のある古代神話の手引書『古代人たちの神々の姿について』（Le imagini con la spositione de i dei de gliantichi）を参照した。この書はムーサを区別していないが、花輪、月桂樹、ナツメヤシの葉の細部を含んでいる。本作品ではムーサと関連づけられている楽器はチェンバロ、バス・ヴィオラ、リュート、リラ・ダ・ブラッチョに限定されている。楽器は音楽家でもあったティントレットによって注意深く描かれている。もっとも、チェンバロはヴェネツィアのジョバンニ・アントニオ・バッフォ（Giovanni Antonio Baffo）によって制作された同時代の楽器と比較できる半面、インディアナポリス美術館のバージョンで明確に描かれている長い端が省略されている。また演奏のパフォーマンスを正確に描写することよりも、ダイナミックに回転する身体の動きを優先している。
様式的にはドゥカーレ宮殿のために制作された4点の寓意画連作に近い。大きく力強く形作られた人物像は右からの強い光で照らされ、画面を横切る形で対角線上に動的に配置され、大雑把な触筆で大胆に描かれている。
女神たちのポーズは同時代の彫刻家ジャンボローニャの影響が指摘されている。画面右の背面像のムーサは1570年頃の『ヴィーナス・グロティチェッラ』（Groticella Venus）に関連しているが、1565年頃の『自らを乾かすヴィーナス』（Venus Drying Herself）や1575年頃の『占星術』（Astrology）などの小さなブロンズ像に近い。さらに画面左の飛行するムーサはジャンボローニャの『ヘラクレスとリカス』（Hercules and Lichas）のバージョンの1つのリカスに由来することが指摘されている。実際にラファエロ・ボルギーニはティントレットがジャンボローニャの有名な彫像を収集して熱心に研究を続けたと証言しており、その成果は本作品を含む1570年代にさかのぼる絵画で確認されている。

## 来歴

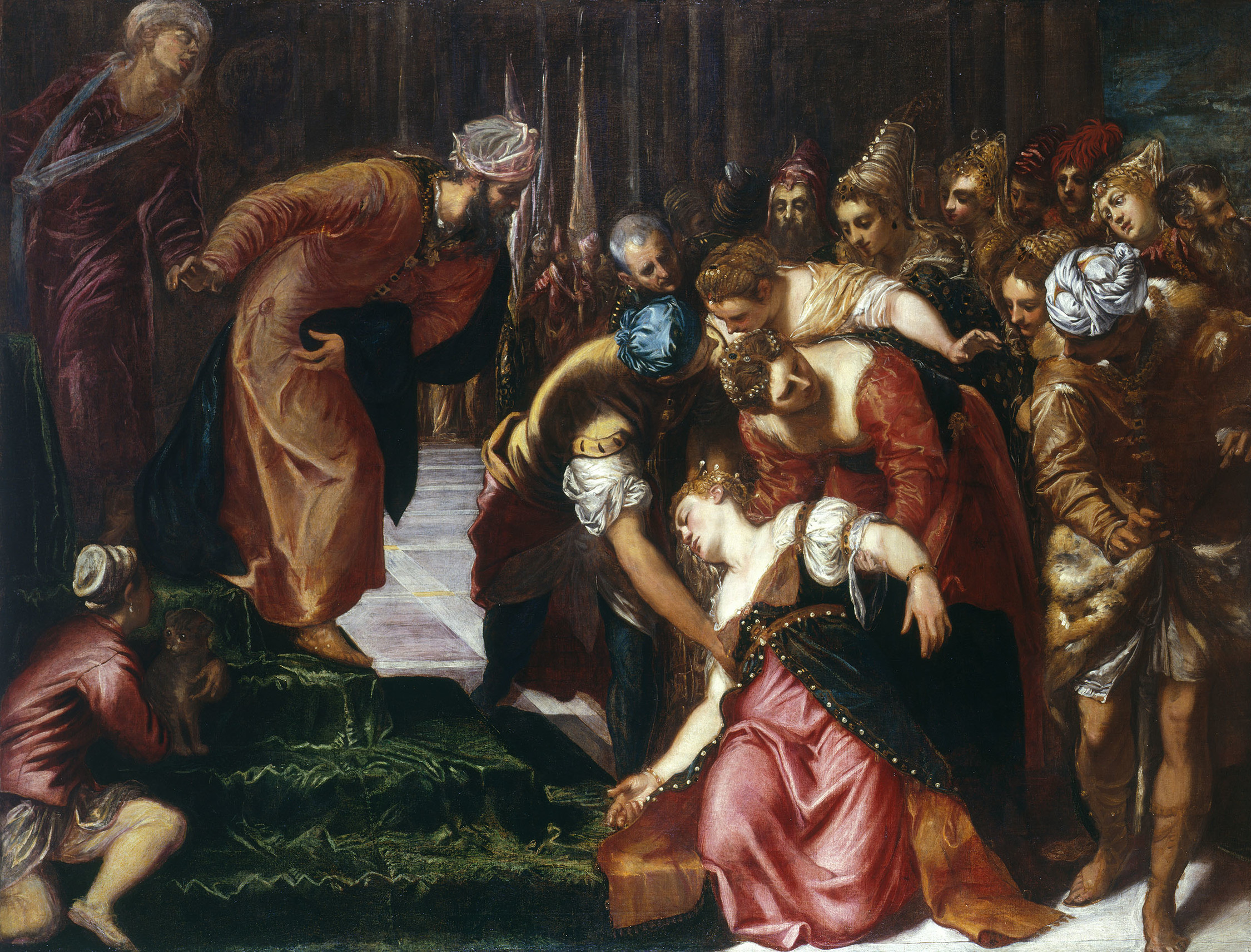
ティントレットの『アハシェロス王の前のエステル』。1547年。ケンジントン宮殿所蔵。

『ムーサ』は『アハシュエロス王の前のエステル』とともにゴンザーガ家のコレクションに属していたことが知られている。コレクションに加わった時期はおそらく第3代マントヴァ公爵グリエルモ・ゴンザーガの時代である。発注に関する記録はないが、グリエルモ・ゴンザーガはヴェネツィアのティントレットを訪問し、芸術家から直接絵画を購入したことが知られている。加えてムーサの主題は音楽の強い伝統を持つマントヴァ宮廷や典礼音楽に関心を持っていた公爵に相応しいものである。絵画に関する最初の確実な記録はマントヴァ公爵フェルディナンド・ゴンザーガの死後の1627年に作成された目録である。それまでマントヴァのドゥカーレ宮殿の同じ通路に一緒に掛けられていた2つの絵画は、イングランド国王チャールズ1世に購入され、1639年にグリニッジ宮殿の女王の応接室を飾る絵画として、チャールズ1世のコレクションを管理したアブラハム・ファン・デル・ドアト（Abraham van der Doort）のインベントリに記載された。チャールズ1世が処刑されると、1650年5月28日に80ポンドと評価されて売却された。しかしチャールズ2世がイングランド国王に復位すると絵画は回収され、1666年にホワイトホールの目録に記載された。

## ヴァリアント
アムステルダム国立美術館にティントレットによる画面左のリュートを演奏するムーサのみを描いた作品が所蔵されている。これはおそらくより大きなヴァリアントの断片と考えられている。インディアナポリス美術館にはおそらく息子のドメニコ・ティントレットによると思われる複製が所蔵されている。またドレスデンにはかつてアポロンとムーサ、三美神を描いたヴァリアントが存在したが、第二次世界大戦で失われている。

## ギャラリー

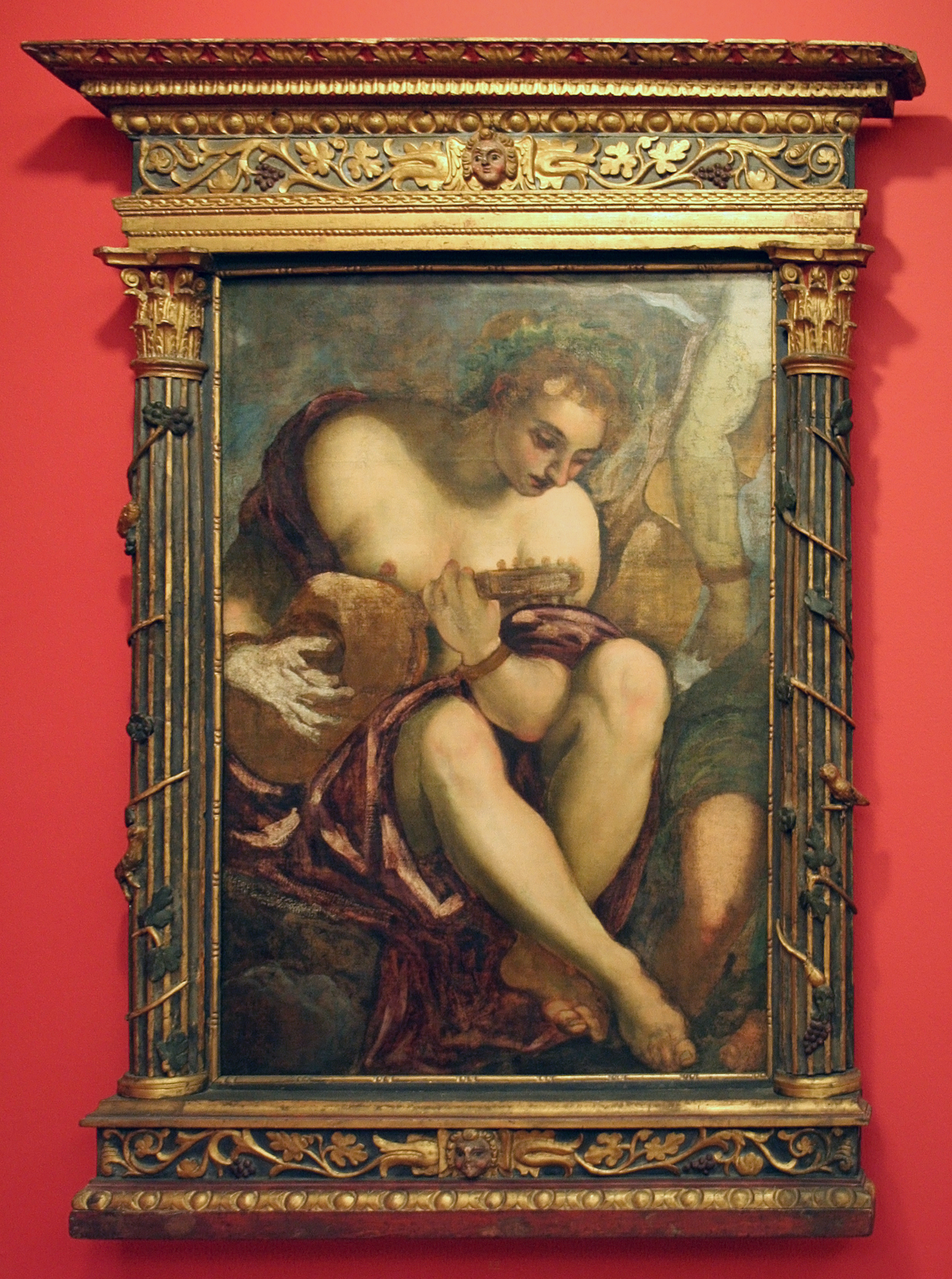
ティントレット『リュートを弾くムーサ』アムステルダム国立美術館所蔵
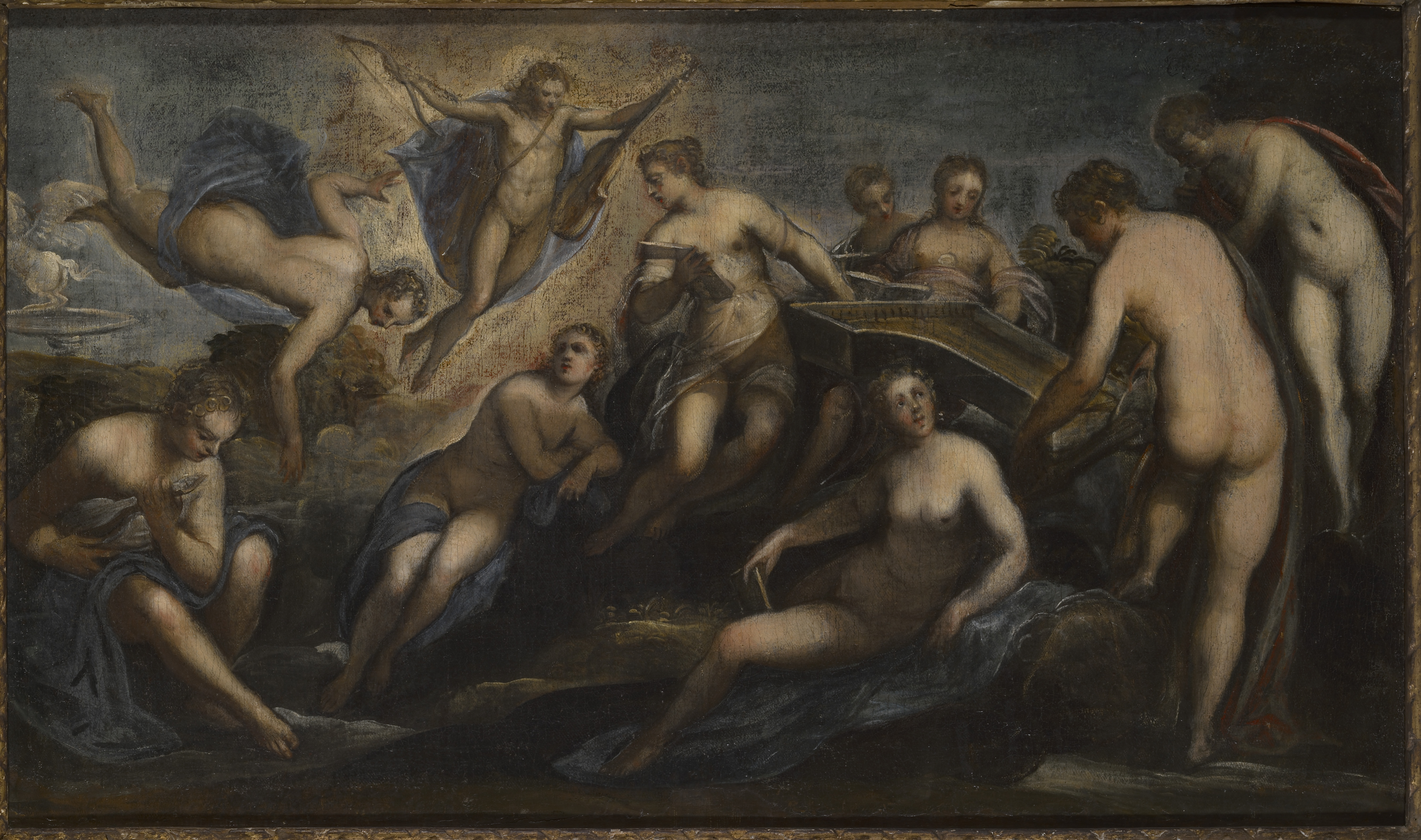
ティントレット『アポロンとムーサ』1580年頃 インディアナポリス美術館所蔵